# 福爾克里克 (伊利諾伊州)
福爾克里克（英語：Fall Creek）是位於美國伊利諾伊州亞當斯縣的一個非建制地區。該地的面積和人口皆未知。

## 地理
福爾克里克的座標為39°46′44″N 91°18′09″W / 39.77889°N 91.30250°W，而該地的平均海拔高度為145米（即476英尺）。